# Patrick Jones

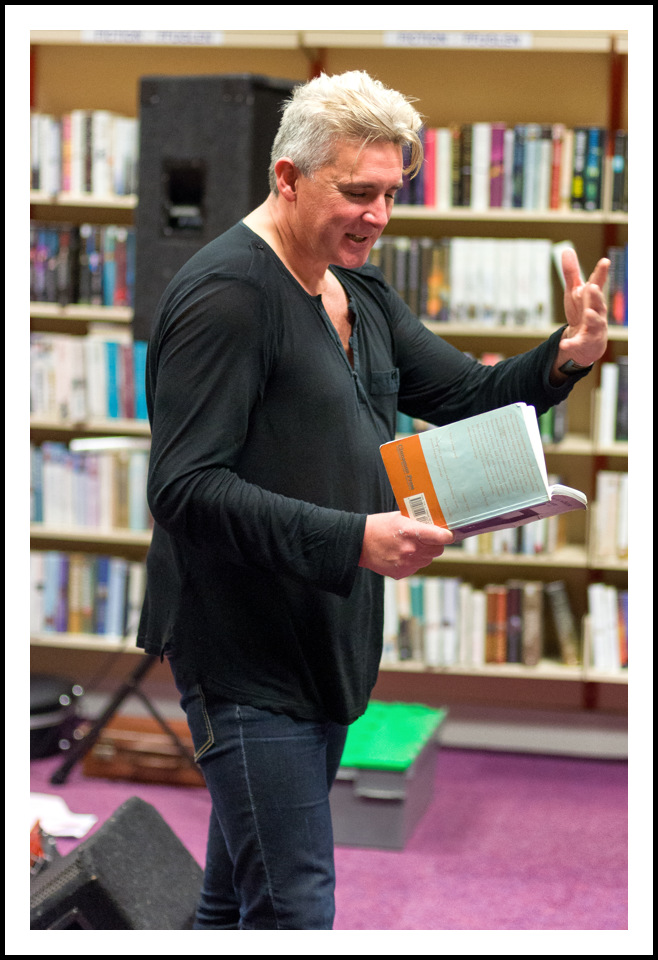
Patrick Jones

Patrick Jones (* 1965 in Tredegar, South Wales) ist ein walisischer Autor.

## Leben und Werk
Er verfasst vor allem Theaterstücke und gilt als einer der wenigen Autoren in diesem Bereich, der die traditionellen Vorgaben des Theaters verlässt und mit aktueller Sprache und Themen auch ein jüngeres Publikum anspricht. Bei der online-Wahl der 100 Welsh Heroes mit insgesamt über 80.000 Stimmabgaben, durchgeführt vom Culturenet Cymru, erreichte er den 32. Platz.
Berühmt wurde der Bruder von Manic-Street-Preachers-Bassist und Textschreiber Nicky Wire vor allem durch sein 1999er-Stück Everything Must Go, das vom Niedergang der walisischen Minenindustrie, Verzweiflung und brutaler Rache handelt. Es trägt denselben Titel wie ein 1996er-Album der Manic Street Preachers und besitzt einen Charakter, dessen Texte fast ausschließlich aus Texten der Band bestehen.
Das Stück orientiert sich laut Jones am französischen Film La Haine und führte eine ausverkaufte Tour durch Großbritannien.
Sein jüngstes Stück The War Is Dead, Long Live The War handelt vom fiktiven Treffen eines Soldaten aus dem Ersten Weltkrieg und dem Dritten Golfkrieg.
Beim Album Lifeblood der Manic Street Preachers aus dem Jahre 2004 schrieb Jones ebenfalls einen Teil der Texte.